# Língua aja (nigero-congolesa)
A língua aja, também chamada de adja ou aja-gbe (Àjàgbè, para os nativos),  é a língua falada pelos ajas no sudoeste do Benim e no sudeste do Togo. Pertence ao grupo das línguas nigero-congolesas e do subgrupo gbe. O aja é falada por cerca de 500 mil pessoas e é considerado como ativo e estável, sem risco de extinção.

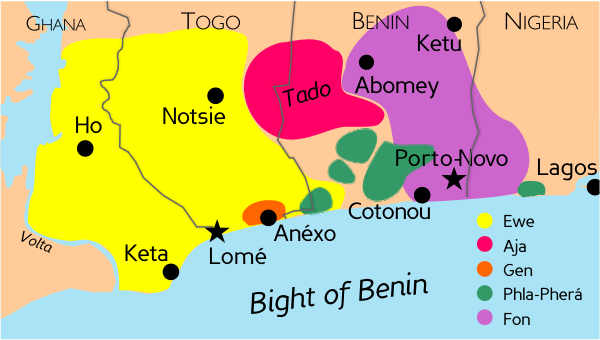
Distribuição dos dialetos gbe (conf. Capo 1988, 1991)

## Etimologia
Ajagbe é um nome masculino com origem africana que quer dizer aquele que desempenha o prêmio, que advém depois de uma conquista, fazendo referência à resistência ao tráfico negreiro e à colonização por parte dos ajas, principalmente à partir do século XIX, com o início da colonização francesa.

## Distribuição

### Distribuição geográfica
O povo Aja está espalhado por uma área nos lados do rio Mono, estendendo-se tanto pelo Togo quanto pelo Benim.
No Benim, o aja é falado nos departamentos de Kouffo e Mono, principalmente nas comunas de Aplahoué, Djakotomè, Dogbo, Klouékanmè, Lalo e Tovinklin. Apesar disso, não há registros de vilas compostas 100% por ajas, uma vez que esse povo vive em vilas misturadas com outros grupos linguísticos.
No Togo, a língua aja é utilizada predominantemente no sudeste da província de Plateaux; nas prefeituras de Moyen-Mono, Lacs e Yoto, para onde migraram, vindos do Rio Niger, começando pela vila de Tado, fundada por eles. As principais vilas com a presença dos ajas são Tado, Tohoun, Asrama, Agomé-Glozou
e Agomé-Séva.

### Dialetos e línguas relacionadas
Os dialetos do ajagbe são o Hwe, Tado, Sikpi, Tala e Dogbo. Os quatro primeiros são linguisticamente próximos, enquanto o último é mais distante. As diferenças entre essas variações são pequenas e principalmente na pronúncia, com 92% de similaridade.

## Fonética

### Vogais
|             |             | oral      | oral     | oral    | nasal     | nasal | nasal |
| Anterior    | Central     | Posterior | Anterior | Central | Posterior |       |       |
| ----------- | ----------- | --------- | -------- | ------- | --------- | ----- | ----- |
| Fechada     | Fechada     | i         |          | u       | ĩ         |       | ũ     |
| Semifechada | Semifechada | e         |          | o       |           |       |       |
| Semiaberta  | Semiaberta  | ɛ         |          | ɔ       | ɛ̃         |       | ɔ̃     |
| Aberta      | Aberta      |           | a        |         |           | ã     |       |

A língua aja possui doze vogais, dais quais sete são orais e cinco são nasais, que, assim como na língua portuguesa, são indicadas pelo til.

### Consoantes
|             | Bilabial | Labiodental | Alveolar | Pós-alveolar | Palatal | Velar | Labiovelar | Uvular |
| ----------- | -------- | ----------- | -------- | ------------ | ------- | ----- | ---------- | ------ |
| Plosiva     | p        |             | t d      |              |         | k g   | k͡p ɡ͡b      |        |
| Africada    |          |             |          | t͡ʃ d͡ʒ        |         |       |            |        |
| Fricativa   |          | f v         | s z      | ʃ            |         | ɣ     |            |        |
| Sonora      | b [m]    |             | ɖ [n]    |              | [ɲ]     | ŋ     |            |        |
| Líquida     |          |             | l        |              |         |       |            |        |
| Aproximante |          |             |          |              | y       |       | w          |        |

Na língua aja, há trinta consoantes. Aquelas que estão entre colchetes na tabela acima são variantes fonéticas.

#### Plosivas
As palavras contendo [p] costumam ser incorporadas de outras línguas, como pɔnpi, que significa "bombear", vinda do inglês. Apesar disso, há algumas exceções, como pataŋpa (duplicidade).

#### Fricativas
Historicamente, o [ʃ] é descrito como sendo um alofone de [s] antes de [i], mas a palavra ʃa (cada), vinda do francês, evidencia que [ʃ] é um fonema.
Já o fonema [ɣ], é pronunciado como /j/ por muitos falantes, e como /ɣ/ por outros.

#### Sonoras
O [ɲ], por sua vez, é um alofone de [y], aparecendo antes de vogais nasais, como em ɲɔ̃ (acordar).

### Tons
O ajagbe é uma língua tonal, tendo dois principais tons fonéticos, o alto (é) e o baixo (è). Quando o início de uma sílaba com tom alto contém uma consoante nasal, o tom é crescente, ao invés de somente alto.

## Ortografia
A língua Aja usa uma variação do alfabeto latino, com 42 letras, sendo 12 vogais e 30 consoantes, sendo que não utilizam a letra q.
| Alfabeto ajagbe | Pronúncia |
| --------------- | --------- |
| a               | [a]       |
| an              | [ã]       |
| b               | [b]       |
| c               | [t͡ʃ]      |
| d               | [d]       |
| ɖ               | [ɖ]       |
| e               | [e]       |
| ɛ               | [ɛ]       |
| ɛn              | [ɛ̃]       |
| f               | [f]       |
| g               | [g]       |
| gb              | [ɡ͡b]      |
| ɣ               | [ɣ]       |
| h               | [h]       |
| i               | [i]       |
| in              | [ĩ]       |
| j               | [d͡ʒ]      |
| k               | [k]       |
| kp              | [k͡p]      |
| l               | [l]       |
| m               | [m]       |
| n               | [n]       |
| ny              | [ɲ]       |
| ŋ               | [ŋ]       |
| o               | [o]       |
| ɔ               | [ɔ]       |
| ɔn              | [ɔ̃]       |
| p               | [p]       |
| r               | [r]       |
| s               | [s]       |
| sh              | [ʃ]       |
| t               | [t]       |
| u               | [u]       |
| un              | [ũ]       |
| v               | [v]       |
| w               | [w]       |
| x               | [x]       |
| y               | [j]       |
| z               | [z]       |
| 3               | [d͡ʒ]      |

## Gramática

### Pronomes

#### Pronomes Pessoais
Na língua aja, os pronomes pessoais não apresentam distinção de gênero. No ajagbe, esses pronomes não podem assumir a função de sujeitos, e podem ser objetos verbais ou objetos pré/pospostos. Quando assumem a função desses últimos, eles variam livremente com clíticos.
|          | 1ª    | 2ª    | 3ª |
| -------- | ----- | ----- | -- |
| Singular | enyƐ  | ewɔ̀   | ey |
| Plural   | mì wó | mí wó | wé |

Um exemplo de uso de pronome pessoal é em: Àshíbá xò nùxù nɔ̀ enyƐ (Ashiba falou comigo)

### Verbos
O ajagbe possui diversos verbos que são associados a vários significados. Eles tem significados centrais, seguidos por pares de verbo e complemento, uma vez que os complementos podem desempenhar um importante papel na determinação do sentido de um verbo na língua aja. Um exemplo é o verbo jè, que tem como significados centrais "tocar", "alcançar" e "comprar um líquido", porém pode ter difentes sentidos dependendo de seu complemento, como em jè àbɔ̀ (ser pobre), em que o complemento pode ser traduzido como "pobreza"; ou em jè  àgblà (fazer esforço), em que o complemento pode ser traduzido como "esforço". Em contrapartida, alguns verbos são altamente específicos, como xwlè (comprar), que não pode ser usado em relação a líquidos, quando deve-se utilizar o jè.
O idioma não possui conjugação de verbos, portanto o sentido depende do uso de alguns indicadores ou do contexto.

#### Tempo
Assim como citado acima, o ajagbe não conjuga os verbos, portanto muitas frases são ambíguas em relação ao tempo, tendo que ser inferido pelo contexto. Um exemplo é a frase Kójó yì kɔ̀ sùklú, que pode estar no presente, significando "Kojo está indo para a escola", ou no passado, significando "Kojo estava indo para a escola", não podendo estar no futuro.
Para estar no futuro, o verbo deve estar acompanhado do indicador nà, que também pode ser utilizado no passado caso o verbo esteja indicando uma condição.

#### Modo
Na língua aja, há apenas um indicador de modo, o a, que indica que a ação ainda não aconteceu, podendo ser interpretado como futuro, condicional, subjuntivo, infinitivo, etc.
Quando o sujeito é um substantivo, o indicador aparece como a, como em Ŋ yì kɔ̀ àfi mɛ̀ a xwlè màdàn (Eu estou indo ao mercado comprar bananas).
Já quando é usado em conjunto com um sujeito clítico pronominal, os dois se juntam, como em Nà yì àfi mɛ̀ (Eu vou ao mercado), em que o ``ŋ se junta ao a, formando Nà.
Por sua vez, quando se quer indicar um futuro indefinido, utiliza-se a combinação do indicador a e do verbo vá (vir), como em Kójó a vá kú (Kojo eventualmente irá morrer) 

#### Aspecto
No ajagbe, há dois tipos de aspectos gramaticais, o usado para mostrar ações que ocorrem repetidamente e o para ações continuas.
No primeiro caso, o indicador nɔ demonstra uma ação recorrente, como em Kójó ɖù nɔ sàblà (Kojo come cebola), ou em Àsíbá kplá nɔ ŋwleshigbe sùklúvi wo (Asiba ensina inglês aos estudantes). Apesar disso, esse indicador não pode ser usado com a maioria dos verbos que indicam condições ou estados, como em Àsíbá sè nɔ Àjàgbè (Asiba continua entendendo Ajagbe). Contudo, pode-se utiliza-lo em alguns casos, como em Kójó jè nɔ èdó (Kojo continua adoecendo).
Já no segundo caso, o indicador kɔ̀ depois do verbo é usado para ações que estão ou estavam em andamento em relação a um determinado momento, como em Ŋ dù kɔ̀ màdàn (Eu estou comendo uma banana) e em Kójó dù kɔ̀ màdàn èsɔ̀ (Kojo estava comendo bananas ontem). Além disso, pode-se utilizar a duplicação do verbo para indicar continuidade, como visto em Ŋ yìyì Zòvi (Estou indo para Azové). Esse indicador é incompatível com verbos que indicam condições ou estados permanentes de uma pessoa, como na frase Kójó sè kɔ̀ Àjàgbè (Kojo está falando/entendendo Ajagbe). Contudo, o indicador de imperfeição pode se juntar com o kɔ̀ nesses verbos, mostrando uma propriedade temporária de uma pessoa, visto em Àshíba jì kɔ̀ a yì sùklú (Ashiba quer ir para a escola).

### Sentença
Na língua aja, as frases geralmente seguem a estrutura Sujeito-Verbo-Objeto (SVO), já que primeiro menciona-se o sujeito, depois o verbo, e depois o objeto, como visto no seguinte exemplo:
Kójó ɖó a dà mɔ̀lú
Na frase acima, Kójó é um nome, sendo o sujeito; ɖó significa "deveria"; a é uma partícula que indica que a ação ainda não aconteceu; dà pode ser traduzido para "preparar"; e mɔ̀lú significa "arroz". Assim, a tradução seria "Kojo deveria preparar arroz".

## Vocabulário

### Números Cardinais
| Forma longa | Forma curta | Número em português |
| ----------- | ----------- | ------------------- |
| èdé         | dékà        | um                  |
| àmɛ̀vè       | èvè         | dois                |
| àmɛ̀tɔ̀n      | ètn         | três                |
| àmnɛ́        | ènɛ́         | quatro              |
| àmát        | àtɔ̀n        | cinco               |
| àmádín      | ádín        | seis                |
| àmádré      | ádré        | sete                |
| àmnyí       | ènyí        | oito                |
| àmáshídèkè  | áshídèkè    | nove                |
| àmɛ́wó       | éwó         | dez                 |

| Número | Palavra           | Explicação    |
| ------ | ----------------- | ------------- |
| 10     | éwó               | 10            |
| 20     | éwí               | 20            |
| 30     | ègbàn             | 30            |
| 40     | èkà               | 40            |
| 50     | èkà xò èwò        | 40 + 10       |
| 60     | èkà xò èwì        | 40 + 20       |
| 70     | èkà xò èwì xò èwò | 40 + 20 + 10  |
| 80     | èkà èvè           | 40 * 2        |
| 90     | èkà èvè xò èwò    | (40 * 2) + 10 |
| 100    | èkà èvè xò èwì    | (40 * 2) + 20 |

Os sistema numérico na língua aja tem elementos de base 40, mas também de base 20 e base 10. A palavra xò indica adição, porém a multiplicação não possui palavra correspondente, sendo representada por um número seguido do que se quer multiplicar, como èkà èvè, que pode ser traduzido como "dois quarentas".
A palavra kótókún significa 1000, e seus multiplos são kótókún seguido da forma curta do número que se quer multiplicar. 
Já èfán significa "metade", sendo utilizada para mostrar 1.5 vezes um número, como em kótókún dékà kóɖó èfán, que é traduzido para "mil com metade", ou seja, 1500.

### Exemplo de texto curto
"Declaração Universal dos Direitos Humanos" em ajagbe:
Agbetɔwo pleŋu vanɔ gbɛmɛ ko vovoɖeka gbeswɛgbeswɛ, sɔto amɛnyinyi ko acɛwo gomɛ; wo xɔnɔ susunywin ko jimɛnywi so esexwe. Wo ɖo a wɛ nɔvi ɖaɖa wowo nɔnɔwo gbɔ.
Texto em português:
"Todos os seres humanos nascem livres e iguais em dignidade e direitos. São dotados de razão e consciência e devem agir em relação uns aos outros com espírito de fraternidade."